# Ani DiFranco
Ani DiFranco  (Buffalo, Estado de Nova Iorque, 23 de setembro de 1970) é uma cantora, guitarrista e compositora americana.  Para além de cantora com mais de 15 álbuns é, também, vista por muitos como um ícone dos direitos das mulheres e do feminismo. DiFranco identifica-se como bissexual.

## Discografia

### Álbuns
- 1990 - Ani DiFranco
- 1991 - Not So Soft
- 1992 - Imperfectly
- 1993 - Puddle Dive
- 1993 - Like I Said: Songs 1990-91
- 1994 - Out of Range
- 1995 - Not a Pretty Girl
- 1996 - Dilate
- 1998 - Little Plastic Castle
- 1999 - Up Up Up Up Up Up
- 1999 - To the Teeth
- 2001 - Revelling/Reckoning
- 2003 - Evolve
- 2004 - Educated Guess
- 2005 - Knuckle Down
- 2006 - Reprieve
- 2007 - Canon
- 2008 - Red Letter Year

### Álbuns ao vivo
- 1994 - An Acoustic Evening With
- 1994 - Women in (E)motion (Alemanha)
- 1997 - Living in Clip
- 2002 - So Much Shouting, So Much Laughter
- 2004 - Atlanta - 10.9.03 (Official Bootleg series)
- 2004 - Sacramento - 10.25.03 (Official Bootleg series)
- 2004 - Portland - 4.7.04 (Official Bootleg series)
- 2005 - Boston - 11.16.03 (Official Bootleg series)
- 2005 - Chicago - 1.17.04 (Official Bootleg series)
- 2005 - Madison - 1.25.04 (Official Bootleg series)
- 2005 - Rome - 11.15.04 (Official Bootleg series)
- 2006 - Carnegie Hall - 4.6.02 (Official Bootleg series)
- 2007 - Boston - 11.10.06 (Official Bootleg series)
- 2008 - Hamburg - 10.18.07 (Official Bootleg series)
- 2009 - Saratoga, CA - 9.18.06 (Official Bootleg series)

### EP
- 1996 - More Joy, Less Shame
- 1999 - Little Plastic Remixes (limitado)
- 2000 - Swing Set

### Demos
- 1989 - Demo tape

### Vídeos
- 2002 - Render: Spanning Time with Ani DiFranco
- 2004 - Trust
- 2008 - Live at Babeville

### Poesia
- 2004 - "Self-evident: poesie e disegni"
- 2007 - Verses

### Outros
- 2004 – WFUV: City Folk Live VII – "Bliss Like This"